# Microregiunea Pécsvárad
Microregiunea Pécsvárad (în maghiară Pécsváradi kistérség) a fost o microregiune statistică (kistérség) din județul Baranya, Ungaria.
Cu o populație de 12.244 locuitori și o suprafață de 258,49 km2, aceasta a existat până în 2014, când în Ungaria, microregiunile ”kistérségek” au fost înlocuite de districte (járások).